# ليفي جاكسون
ليفي جاكسون (بالإنجليزية: Levi Jackson)‏ هو لاعب كرة قدم أمريكية أمريكي، ولد في 22 أغسطس 1926، وتوفي في 7 ديسمبر 2000.